# Changqing

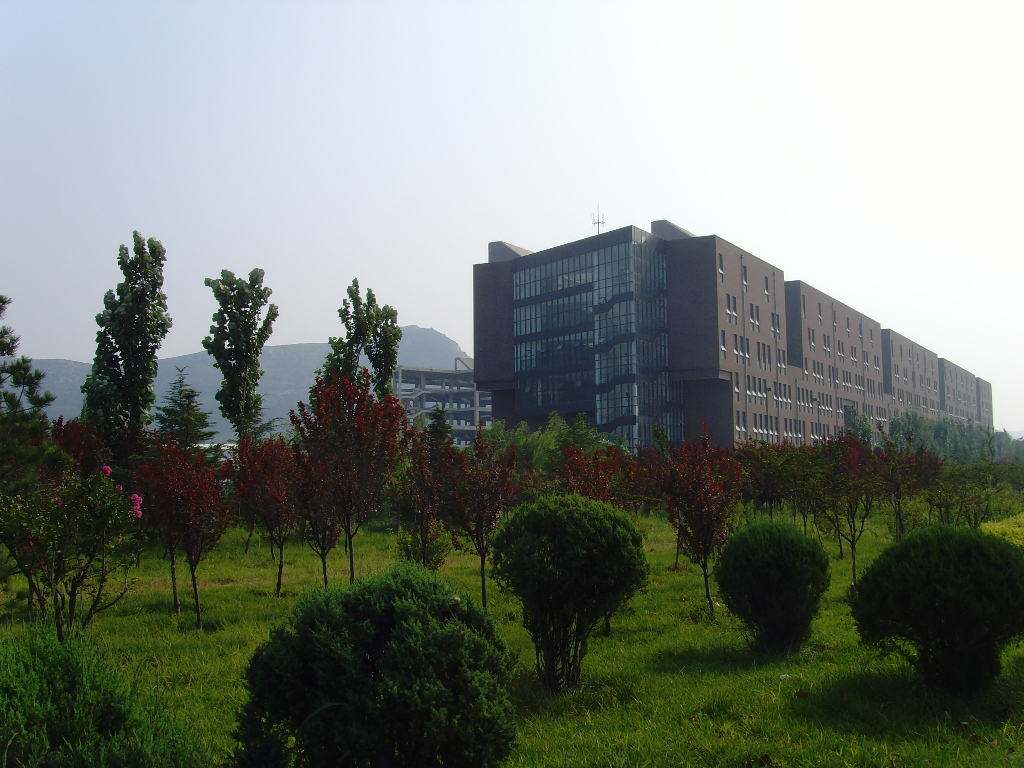
Die Shandonger Universität für Kunst und Design befindet sich im Stadtbezirk Changqing

Der Stadtbezirk Changqing (chinesisch 长清区, Pinyin Chángqīng Qū) ist ein Stadtbezirk in der chinesischen Provinz Shandong. Er gehört zum Verwaltungsgebiet der Unterprovinzstadt Jinan. Er hat eine Fläche von 1.209 km² und zählt 578.740 Einwohner (Stand: Zensus 2010). Regierungssitz ist das Straßenviertel Wenchang (文昌街道).

## Administrative Gliederung
Auf Gemeindeebene setzt sich der Stadtbezirk aus vier Straßenvierteln, fünf Großgemeinden und zwei Gemeinden zusammen. 